# ولادیمیر لبدوف (اسکی باز)
ولادیمیر لبدوف (انگلیسی: Vladimir Lebedev؛ زادهٔ ۲۳ آوریل ۱۹۸۴)از برندگان مدال‌های بازی‌های المپیک اهل روسیه است.